# 2010 en Érythrée
Cet article présente les faits marquants de l'année 2010 en Érythrée.

## Évènements
- Lundi 22 février 2010 : quelque 5 000 Érythréens venus de 14 pays d'Europe ont manifesté devant le Palais des Nations unies à Genève pour protester contre les sanctions prises par le Conseil de sécurité contre leur pays, accusé d'aider les rebelles islamistes somaliens. Ils comptaient parmi eux plusieurs dignitaires, vivant en Europe, des églises catholique et chrétienne orthodoxe d'Érythrée. Le Conseil de sécurité de l'ONU a adopté le 23 décembre, à 13 voix contre 15, des sanctions contre l'Érythrée pour son action déstabilisatrice en Somalie et son attitude hostile à l'égard de son voisin Djibouti.

- Dimanche 14 mars 2010 : selon le Groupe de contrôle de l'ONU sur la Somalie, « le gouvernement érythréen a continué de fournir une assistance politique, diplomatique, financière, et un soutien militaire présumé aux groupes d'opposition armée » en 2009 en violation de l'embargo sur les armes (résolution 1844) et malgré de nouvelles sanctions imposées en décembre 2009 contre l'Érythrée. Selon les experts, « en réponse à la pression internationale, l'échelle et la nature du soutien érythréen ont diminué, ou est devenu moins visible, mais n'a en tout cas pas cessé »[1].